# 힙합 댄스

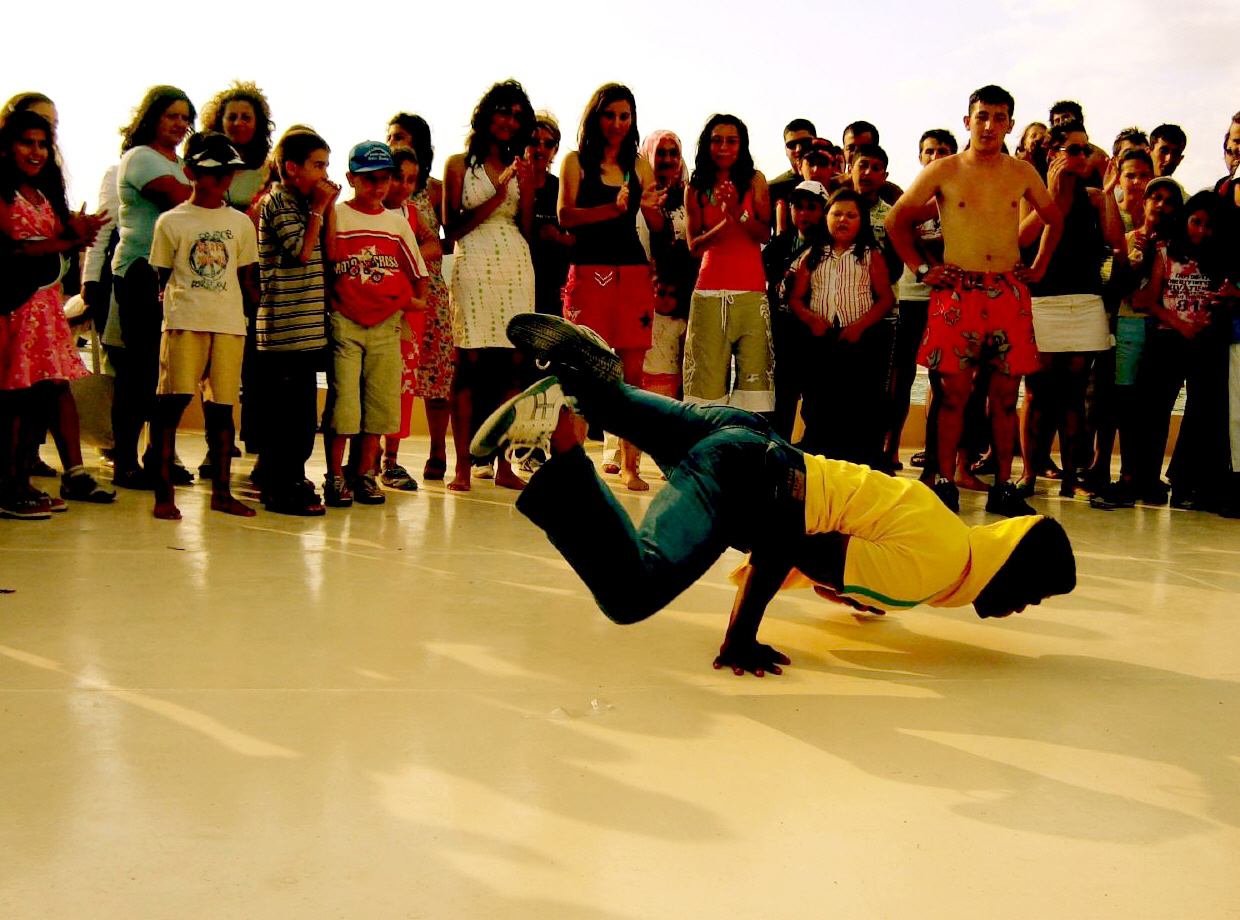

힙합댄스(hip-hop dance)는 힙합 음악에 초점을 맞춘 스트리트댄스의 일종이다. 브레이크댄스만 해당되는 것은 아니다. 1970년대에 창안되어 미국 댄스 크루들에 의해 인기를 얻었던 다양한 스타일의 영향을 받았다. TV 쇼 소울 트레인(Soul Train)과 1980년대 영화 브레이킹 (영화), 할렘가의 아이들, 와일드 스타일은 초기 단계에서 이러한 크루와 댄스 스타일을 선보였다. 따라서 힙합 댄스가 주류에 노출된다.
댄스 업계는 상업적인 스튜디오 기반 힙합 버전과 힙합에 영향을 받은 재즈 댄스 스타일인 "재즈 펑크"로 반응했다. 고전적으로 훈련받은 댄서들은 거리에서 공연되는 힙합 댄스로부터 안무를 만들기 위해 이러한 스튜디오 스타일을 개발했다. 이러한 발전으로 인해 힙합 댄스는 댄스 스튜디오와 야외 공간 모두에서 연습된다.
힙합 댄스의 상업화는 1990년대와 2000년대까지 계속되어 더 그라인드, 플래닛 비보이, Rize, 스트리트댄스 (영화), 아메리카 베스트 댄스 크루, 사이곤 일렉트릭, 스텝 업 (영화 시리즈), 웹 시리즈 The LXD 등 여러 TV 프로그램과 영화가 제작되었다. 댄스는 연극에서의 온화한 표현을 포함하여 엔터테인먼트 분야에서 확립되었지만 도시 지역에서는 강력한 존재감을 유지하여 스트리트 댄스 파생물인 멤피스 주킨, 터핑, 저킨, 크럼프를 탄생시켰다. 힙합이 다른 형태의 댄스와 구별되는 점은 힙합이 본질적으로 "프리스타일"(즉흥적)인 경우가 많고 힙합 댄스 팀이 흔히 "배틀"이라고 하는 프리스타일 댄스 대회에 참여한다는 것이다.
영화, TV 쇼, 인터넷은 미국 이외의 지역에 힙합 댄스를 소개하는 데 기여했다. 노출된 이후 월드 오브 댄스 및 힙합 인터내셔널과 같은 교육 기회와 기업 댄스 대회는 전 세계적으로 입지를 유지하는 데 도움이 되었다. 힙합 댄스는 오락일 수도 있고 취미일 수도 있다. 이는 또한 경쟁적인 댄스 활동을 계속하는 방법일 수도 있고 전문적인 댄스를 통해 생계를 유지하는 방법일 수도 있다.

## 역사
힙합 댄스는 다양한 스타일을 내포하는 광범위한 분류이다. 1970년대 만들어진 초기의 댄스 스타일에는 업록(uprock), 브레이킹, 펑크 스타일이 포함된다.